# پیندا تراسمنته
پیندا تراسمنته (به اسپانیایی: Piérnigas) یک شهرستان در اسپانیا است.